# Contea di Yanyuan
La contea di Yanyuan (盐源县S, Yányuán XiànP) è una contea della Cina, situata nella provincia di Sichuan e amministrata dalla prefettura autonoma Yi di Liangshan.